# Android 14
Android 14 – czternasta z kolei główna odsłona mobilnego systemu operacyjnego Android, zaprojektowana przez sojusz Open Handset Alliance pod przewodnictwem firmy Google i wydana 4 października 2023.

## Historia

Koncepcyjne logo systemu operacyjnego w trakcie prac rozwojowych

W trakcie prac rozwojowych system operacyjny posiadał wewnętrzną nazwę kodową Upside Down Cake. Informację o powstawaniu czternastej głównej odsłony systemu operacyjnego ogłoszono 8 lutego 2023, jednocześnie publikując plan wydawniczy oraz wersję zapoznawczą systemu dla programistów. Rozkład publikacji zakładał wydanie drugiej wersji zapoznawczej (którą wydano 8 marca) oraz opublikowanie przynajmniej pięciu wersji w fazie beta: pierwsza wersja testowa ukazała się 12 kwietnia wraz z poprawkami wdrożonymi 26 kwietnia; druga 10 maja wraz z poprawkami wydanymi 25 maja; trzecia 7 czerwca (jednocześnie osiągając w tym momencie stabilność platformy); czwarta 11 lipca wraz z poprawkami opublikowanymi 26 lipca oraz piąta – wydana 10 sierpnia.

## Nowości i zmiany
Nowa odsłona systemu operacyjnego wdraża nowe API dla obsługi odmiany gramatycznej, umożliwiając aplikacjom wyświetlanie użytkownikowi komunikatów o treści dostosowanej do określonej przez niego płci.
Rozszerzono możliwość zwiększenia rozmiaru czcionki wyświetlanego tekstu do maksymalnie 200% oraz usprawniono cały proces powiększenia obrazu tak, aby skalowanie czcionki było dostosowane do całości obrazu. Ponadto zaimplementowano integrację powiadomienia w systemie z miganiem ekranu oraz lampy błyskowej.
System zyskuje możliwość ustawienia preferencji regionalnych, umożliwiając wyświetlanie przez aplikacje wybranej jednostki temperatury, typu kalendarza, pierwszego dnia tygodnia oraz systemu liczbowego.

## Prywatność i bezpieczeństwo
Począwszy od czternastej odsłony systemu na urządzeniach nie mogą być instalowane aplikacje, których platformą docelową jest wersja starsza niż Android Marshmallow – zmiana jest podyktowana ograniczeniem rozprzestrzeniania się złośliwego oprogramowania wykorzystującego ograniczenia techniczne związane z bezpieczeństwem w starszych odsłonach systemu. Zainstalowanie tych aplikacji nadal jest możliwe przez dodanie flagi debugowania narzędzia Android Debug Bridge. System uniemożliwi także na wpływanie aplikacji na cykl życia uruchomionych procesów, które do niej nie należą.
1 listopada 2023 w ramach aktualizacji systemu wdrożono menedżer poświadczeń uwierzytelnienia, zapewniający przestrzeń przeznaczoną do przechowywania haseł, kluczy dostępu czy danych biometrycznych oraz mechanizmy umożliwiające logowanie się do usług przy ich użyciu.
Dla poprawienia prywatności użytkowników wdrożono zmianę dzięki której mogą oni wybrać, do których multimediów aplikacje je wyświetlające mogą uzyskiwać dostęp związany z odczytem.